# C.J.A.H. Hoffmann
Carl Julius Adolph Hugo Hoffmann (ur. 16 lutego 1801 w Raciborzu, zm. 24 lipca 1843 w Opolu) – śląski kompozytor muzyki poważnej i kościelnej. Autor licznych kompozycji oraz leksykonu biograficznego muzyków śląskich pt. Die Tonkünstler Schlesiens. Pracował jako dyrygent chórów oraz nauczyciel śpiewu w Opolu.

## Życie

### Dzieciństwo
C.J.A.H. Hoffmann urodził się w górnośląskim Raciborzu. Jego ojcem był Franz Hoffmann (1767–1823), który pracował tam jako kantor przy kościele parafialnym i nauczyciel w miejskiej szkole katolickiej. On też udzielał dziecku pierwszych lekcji muzyki. W wieku jedenastu lat młodzieniec zaczął samodzielnie komponować. Jego bardziej udane kompozycje duchowne ojciec zezwolił przedstawić w kościele parafialnym, gdzie pracował.

### Studia
Dochody rodziców nie pozwalały na opłacenie młodzieńcowi dalszej edukacji, aczkolwiek Franz Luge będący powszechnie poważnym nauczycielem śpiewu na katolickim gimnazjum w Opolu, uznał jego talent i wstawił się za chłopcem, by przyjęto go na renomowane katolickie gimnazjum św. Macieja we Wrocławiu (1815), kwaterę i utrzymanie otrzymał zaś w katolickim konwikcie św. Michała. W gimnazjum nauczał go muzyki Bernhard Hahn. W 1819 roku Hoffmann został wybrany na prefekta chóru szkolnego.
Po pomyślnym ukończeniu gimnazjum Hoffmann rozpoczął studia filologii oraz muzyki kościelnej w 1821 roku. Wśród jego profesorów znaleźli się tacy znani śląscy muzycy jak Joseph Ignaz Schnabel oraz Friedrich Wilhelm Berner. Hoffmann przyswoił sobie również metody pracy naukowej, które to okazały mu się tak przydatne w pracy nad jego wydanym później leksykonem. Podczas studiów brał udział w słynnych wrocławskich koncertach zimowych. Hoffman angażował się również społecznie; np. w 1822 został współzałożycielem akademickiego towarzystwa muzycznego we Wrocławiu, który występował w auli leopoldyńskiej w celu zbiórki funduszy dla wsparcia nowo powstałej studenckiej kasy chorych. Hoffmann przewodniczył temu towarzystwu do roku 1827.

### Podróże
W 1823 Hoffmann udał się w podróż przez kraje niemieckie. Przy tej okazji odwiedził wielu cenionych wówczas muzyków niemieckich, m.in. organistę Johann Gottlob Schneider w Zgorzelcu, kompozytora Carla Marię von Webera w Dreźnie, skrzypka Heinricha Augusta Matthäi in Lipsku oraz Louisa Spohra w Kassel. Dwa lata później (1825) pojechał na Nadrenii, gdzie odwiedził festiwal muzyczny w Akwizgranie. Po drodze zaś odwiedził swego ziomka Carla Guhra we Frankfurcie nad Menem. W rok później (1826) pojechał wraz ze swym profesorem Schnablem do Drezna, gdzie nawiązał znajomość ze znanym wówczas włoskim kompozytorem Francesco Morlacchim, a także spotkał wielu innych znanych muzyków.

### Działalność
W 1827 roku śląski magnat hrabia Albert von Reichenbach zaoferował Hoffmannowi kierownictwo jego prywatnej orkiestry w Goszczu. Jednakże już w następnym roku (1828) Hoffmann wniósł aplikację o przejęcie stanowiska po swym dobroczyńcy Franzu Luge, który w tymże roku zmarł. Hoffmann był autorem melodii do katolickiego śpiewnika kościelnego dla ziemi opolskiej wydanego w latach 1829/30. W 1830 roku został on mianowany przez wikariat generalny diecezji wrocławskiej dyrygentem chóru przy ówczesnym kościele parafialnym w Opolu.
W 1830 Hoffman wydał statuty dla instytutu muzycznego, który założył w Opolu w celu kształcenia przyszłych kantorów i organistów. Tutaj nauczał, dyrygował, komponował i napisał on wiele wypracowań fachowych o tematach pedagogiki muzycznej oraz nowych zasadach użytkownika muzyki w liturgii katolickiej. Od 1829 roku Hoffman był członkiem korespondencyjnym wrocławskiego towarzystwa artystycznego i od 1833 r. członkiem towarzystwa kultury ojczyźnianej, która była dla niego kulturą śląską, tak jak i on do innej narodowości się nie przyznawał. W Opolu Hoffmann pracował aż do swej przedwczesnej śmierci podpisując swe dzieła skrótem "C.J.A.H. Hoffmann".

## Twórczość

### Pisma
- Freimütige Bemerkungen eines Virtuosen und Erinnerungen aus meinem musikalischen Wanderleben (pol.: "Wolne uwagi pewnego wirtuoza oraz wspomnienia z moich muzycznych podróży") w: Schlesische Blätter Jgg. 1828-29
- Die Tonkünstler Schlesiens : ein Beitrag zur Kunstgeschichte Schlesiens vom Jahre 960 bis 1830 ... (pol.: "Śląscy artyści tonów : Wkład do historii sztuki Śląska od roku 960 do 1830"), Aderholz, Breslau 1830 (dostęp online)
- Sammlung vierstimmige Gesänge beim öffentlichen Gottesdienst auf catholischen Gymnasien (pol.: "Zbiór pieśni na cztery głosy dla publicznych nabożeństw na śląskich gimnazjach") w: Schlesische Blätter Jgg. 1830-31
- Der musikalische Ritus in der catholischen Kirche Schlesiens (pol.: "Muzyka w obrzędach kościoła katolickiego na Śląsku") w: Zeitschrift für katholische Theologie, Breslau 1832
- Der Musikunterricht auf den höheren Bildungsanstalten mit besonderer Bezugnahme auf die schlesischen Gymnasien (pol.: "Nauka muzyki w szkołach średnich, na przykładzie na śląskich gimnazjów") w; Schlesische Provinzialblätter, Aug., Sept., Okt. 1832, Breslau
- Nachrichten über das Musikwesen in Oppeln in: Eutonia 1/1829 201 f., 2/1829 163 f., 8/1833 S. 233 ff., Breslau
- Gesangslehre - Ein Leitfaden für Stadtschulen und Gymnasien ("Nauka śpiewu - przewodnik dla szkół miejskich i gimnazjów") w: Schlesische Provinzialblätter, Aug. 1834, Breslau

### Kompozycje
- 5 mszy
- 25 hymnów
- 8 ofertoriów
- 8 kantat
- 2 motetów
- 7 psalmów
- 1 nieszpory
- 1 litania
- 1 pełny akompaniament dla procesji Bożego Ciała
- 37 pieśni z akompaniamentem fortepianu
- 2 zbiory chorałów
- 8 pieśni pogrzebowych z akompaniamentem instrumentów dętych
- 1 uwertura
- 10 wielkich chórów
- 22 pieśni na cztery głosy męskie
- 3 operetki
- 1 melodramat
- 1 balet dla orkiestry
- 2 sonaty na fortepian
- 4 wariacje na fortepian
- 4 marsze dla kapeli janczarskiej
- 1 ballada
- wielki duet dla altu i basu
- 4 wielkie arie z orkiestrą
- 3 chóry na Polterabend
- 4 pieśni a capella
- 3 koncerty dla waltorni
- 1 koncert dla fortepianu
- odpowiedź na tzw. "Sehnsuchtswalzer" Beethovena
- "Pieśń przy grobie studenta"
- 4 pieśni na wzór minnesingerów
- 3 pieśni dla hrabiego Alberta von Schlippenbacha na jeden głos i fortepian
- 2 wielkie polonezy na fortepian
- 4 polonezy dla wielkiej orkiestry